# Стара Мариська
Стара Мариська (пол. Stara Maryśka) — село в Польщі, у гміні Стшеґово Млавського повіту Мазовецького воєводства.
Населення — 72 особи (2011).
У 1975-1998 роках село належало до Цехановського воєводства.

## Демографія
Демографічна структура станом на 31 березня 2011 року:
|          | Загалом | Допрацездатний вік | Працездатний вік | Постпрацездатний вік |
| -------- | ------- | ------------------ | ---------------- | -------------------- |
| Чоловіки | 41      | 7                  | 24               | 10                   |
| Жінки    | 31      | 7                  | 12               | 12                   |
| Разом    | 72      | 14                 | 36               | 22                   |